# Großengersdorf
Großengersdorf là một thị xã thuộc huyện Mistelbach trong bang Niederösterreich.